# Polarstation Zebra svarar ej
Polarstation Zebra svarar ej (engelska: Ice Station Zebra) är en amerikansk actionthriller från 1968 i regi av John Sturges. Filmen är baserad på romanen "Station Zebra" av Alistair MacLean. I huvudrollerna ses Rock Hudson, Ernest Borgnine, Patrick McGoohan och Jim Brown.

## Handling
En amerikansk ubåt under kapten Ferradays befäl kommenderas till Nordpolen för att bärga en sovjetisk satellit. Ubåten blir saboterad på vägen, och sabotören finns ombord.

## Rollista i urval
- Rock Hudson – James Ferraday
- Ernest Borgnine – Boris Vaslov
- Patrick McGoohan – David Jones
- Jim Brown – Leslie Anders
- Tony Bill – Russell Walker
- Lloyd Nolan – Garvey
- Alf Kjellin – Ostrovsky
- Gerald S. O'Loughlin – Bob Raeburn
- Ted Hartley – Jonathan Hansen

## Om filmen
- Polarstation Zebra svarar ej var en av filmmogulen och industriledaren Howard Hughes favoritfilmer.[1]

- Filmen har inga kvinnliga rollkaraktärer, och endast tre kvinnliga statister förekommer under filmens 148 minuter.[2]